# Caught with the Goods (film 1911 Essanay)
Caught with the Goods è un cortometraggio muto del 1911 prodotto dalla Essanay di Chicago. Il nome del regista non viene riportato nei credit.

## Produzione
Il film fu prodotto dalla Essanay Film Manufacturing Company.

## Distribuzione
Distribuito dalla General Film Company, il film - un cortometraggio di una bobina - uscì nelle sale cinematografiche USA il 4 aprile 1911. Nello stesso anno, uscì un altro Caught with the Goods diretto da Mack Sennett.